# Oto ja
Oto ja – modlitwa katolicka. Odmawiając ją przed obrazem Pana Jezusa Ukrzyżowanego po przyjęciu Komunii Świętej w każdy piątek Wielkiego Postu, wierny może uzyskać odpust zupełny pod zwykłymi warunkami, a w pozostałe dni – odpust cząstkowy.

## Treść modlitwy[2]
Oto ja, dobry i najsłodszy Jezu, upadam na kolana przed Twoim obliczem i z największą gorliwością ducha proszę Cię i błagam, abyś wszczepił w moje serce najżywsze uczucia wiary, nadziei i miłości oraz prawdziwą skruchę za moje grzechy i silną wolę poprawy.
Oto z sercem przepełnionym wielkim uczuciem i z boleścią oglądam w duchu Twoje pięć ran i myślą się w nich zatapiam, pamiętając o tym, dobry Jezu, co już prorok Dawid włożył w Twoje usta: "Przebodli ręce moje i nogi, policzyli wszystkie kości moje" (Ps 22, 17).